# 新金岡豊川総合病院
新金岡豊川総合病院（しんかなおかとよかわそうごうびょういん）とは、大阪府堺市北区にあった病院。2013年12月閉院。跡地には病院施設を流用して堺若葉会病院が開院した。

## 診療科目
- 内科
- 外科
- 整形外科
- リハビリ科
- 眼科
- 耳鼻咽喉科
- 泌尿器科
- 皮膚科
- 放射線科
- 麻酔科
- 病理科
- 集中治療室
- 救急

## 診療施設
- 集中治療室

## 外部サイト
- 堺若葉会病院